# Clathria terraenovae
Clathria terraenovae är en svampdjursart som beskrevs av Arthur Dendy 1924. Clathria terraenovae ingår i släktet Clathria och familjen Microcionidae. Inga underarter finns listade i Catalogue of Life.